# خونی‌سر
خونی سر، روستایی است از توابع بخش دشت‌سر شهرستان آمل در استان مازندران ایران.
این روستا در سال ۱۳۹۸ جزو یکی از منطقه های شهر بابکان شده است 
از دیدنی های این روستا میتوان به درخت(تسکا) یک صد ساله است. 
نام گزاری این روستا خونی در زبان گلکی به معنی چشمه وسر هم به معنی شروع است.

## جمعیت
این روستا در دهستان دشت‌سر شرقی قرار دارد و براساس سرشماری مرکز آمار ایرانجمعیت این روستا ۹۰ خانوار تقریبا۳۸۰ نفر